# Тилландсия
Тилландсия (лат. Tillandsia) — род травянистых эпифитных и наземных вечнозелёных растений семейства Бромелиевые.

## Название
Род был назван Карлом Линнеем в честь «отца финской ботаники» Элиаса Тилландса (1640—1693), профессора медицины в Королевской академии Або. Линней в своей работе Hortus Cliffortianus («Сад Клиффорда», 1737), давая описание рода Тилландсия, пишет, что название этого рода, использовавшееся Шарлем Плюмье (Caraguata), является варварским, американским [взятым из местного языка], а потому оно впоследствии было заменено [самим же Линнеем] названием Tillandsia в память об Элиасе Тилландсе, «первом и единственном ботанике, который когда-либо прославился в Финляндии». Линней считал (как позже оказалось, ошибочно), что плотно расположенные чешуйки на листьях тилландсии служат для защиты растений от воды, а с «боязнью воды» была связана история о Тилландсе: будучи студентом (и нося фамилию Тилландер), он добирался из Стокгольма до Турку морем — и на корабле его так сильно укачало, что в обратный путь он отправился по суше по берегу Ботнического залива, в результате ему пришлось преодолеть путь протяжённостью около 2000 км (вместо 300 км «напрямую» по морю); после этого он и поменял свою фамилию на Тилландс (от швед. till lands — «сушей», «по суше»).

## Биологическое описание
Корневая система в разной степени редуцирована, вплоть до полного её отсутствия. Если же корни присутствуют, то не принимают в питании и поглощении воды совершенно никакого участия и выполняют только якорную функцию. Стебли сильно укороченные или напротив, длинные, сильно разветвлённые или одиночные. Листья в розетках или стеблевые, расположены спирально, длинные или укороченные, широкие или узкие, тонкие или более или менее ксероморфные, иногда суккулентные, голые, зелёные или серые от густого покрытия из высокоспециализированных трихом. Цветки в колосьях, кистях или метёлках, реже головчатые. Брактеи и брактеолы обычно яркоокрашенные. Цветки — от совсем мелких (несколько мм), до умеренно крупных — красные, жёлтые, белые, синие, голубые или фиолетовые. Плод — септицидная коробочка. Семена мелкие, лёгкие с хохолковидным придатком.

## Экология
Подавляющее большинство видов — эпифиты и петрофиты, реже наземные растения, но тогда не прикреплены корнями к субстрату и ведущие по сути тот же эпифитный образ жизни. Поскольку корни не способны нести функции поглощения воды и минеральных солей, эту функцию несут листья и часто также стебли. Во всём семействе бромелиевые, у рода тилландсия самые высокоспециализированные чешуи, с более чёткой дифференциацией клеток. Виды тилландсии демонстрируют самый широкий диапазон экологической приспособляемости в семействе, поселяясь на различных опорах практически во всех биотопах субтропической, тропической, субэкваториальной и экваториальной зонах американского континента. Некоторые виды опыляются летучими мышами.

## Распространение
Ареал рода охватывает территорию от центральных областей Чили и Аргентины на юге до южных штатов США на севере.

## Таксономия
Tillandsia L. Species Plantarum 1: 286. 1753.

### Виды

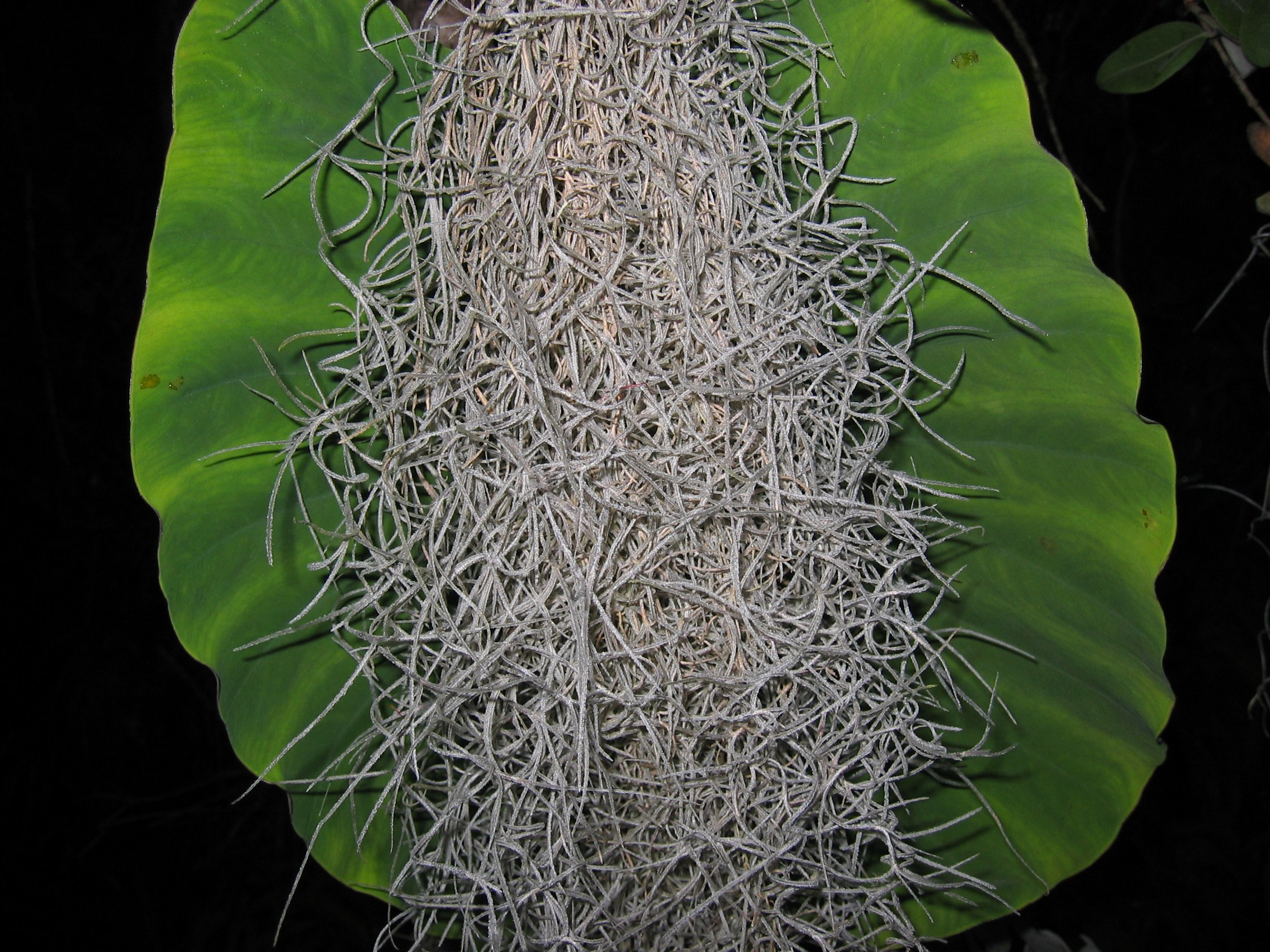
Тилландсия уснеевидная

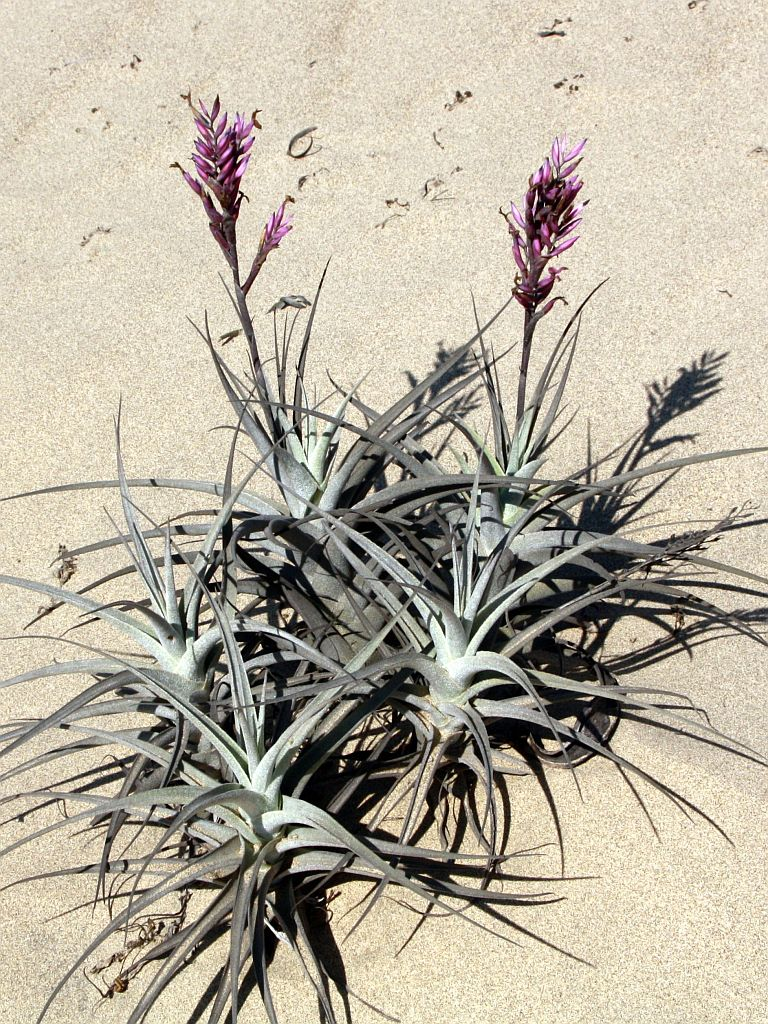
Тилландсия пурпурная

По информации базы данных The Plant List (2013), род включает 693 вида.
Некоторые виды:
- Tillandsia albida Mez & Purpus
- Tillandsia bulbosa Hook. — Тилландсия луковичная
- Tillandsia caput-medusae E.Morren — Тилландсия «голова Медузы»
- Tillandsia harrisii Ehlers
- Tillandsia purpurea Ruiz et Pav. — Тилландсия пурпурная
- Tillandsia religiosa Hern.-Cárdenas, González-Rocha, Espejo, López-Ferr., Cerros & Ehlers
- Tillandsia seleriana Mez — Тилландсия Селера
- Tillandsia usneoides (L.) L. — Тилландсия уснеевидная, или Испанский мох, или Луизианский мох
- Tillandsia utriculata L. typus[1]
- Tillandsia xerographica Rohweder

## Практическое значение
Многие виды выращиваются в качестве декоративных растений. Тилландсию уснеевидную применяют в обойном деле, а также как упаковочный материал. Молодые листья некоторых видов местное население употребляет в качестве овощей.

## Комментарии
1. ↑  Caraguata nomen Plumieri americanum et barbarum est, in cujus locum substitui memoriam Eliae Tillandsii, primi, et unici Botanici, qui quondam in Finlandia floruit. (лат.)